# Lista de províncias da Argentina por IDH
Mapa das províncias da Argentina por IDH em 2021.
Legenda:

Mapa das províncias da Argentina por IDH em 2021.Legenda:
> 0.880
0.880 – 0.850
0.850 – 0.840
0.840 – 0.830
< 0.830

Esta é uma lista de províncias e distritos da Argentina por Índice de Desenvolvimento Humano.

## Metodologia
O último relatório é de 2017 e abrange dados de 2016. É elaborado pelas Nações Unidas em conjunto com o Senado argentino. É importante notar que, ao contrário do Índice de Desenvolvimento Humano da ONU, onde a Argentina tem um índice de 0,827 em 2015, o governo da Argentina diz que tem um índice de 0,848. Essa diferença é causada porque, no relatório das províncias, a renda familiar média é usada, enquanto no relatório global a ONU usa o PIB per capita (PPP) para medir a renda.

## Lista (2016)
| Ranking | Províncias             | Capital             | IDH   | População  |
| ------- | ---------------------- | ------------------- | ----- | ---------- |
| 1       | Terra do Fogo          | Ushuaia             | 0.887 | 127,205    |
| 2       | Cidade de Buenos Aires | Buenos Aires        | 0.885 | 2,890,151  |
| 3       | Chubut                 | Rawson              | 0.863 | 509,108    |
| 4       | Santa Cruz             | Río Gallegos        | 0.861 | 273,964    |
| 5       | La Pampa               | Santa Rosa          | 0.854 | 318,951    |
| 6       | Neuquén                | Neuquén             | 0.853 | 551,266    |
| 7       | San Luis               | San Luis            | 0.849 | 431,588    |
| 8       | Córdova                | Córdoba             | 0.846 | 3,308,876  |
| 9       | Santa Fé               | Santa Fe            | 0.846 | 3,194,537  |
| 10      | Mendoza                | Mendoza             | 0.846 | 1,738,929  |
| 11      | Entre Ríos             | Paraná              | 0.845 | 1,235,994  |
| 12      | Catamarca              | Catamarca           | 0.844 | 367,828    |
| 13      | Rio Negro              | Viedma              | 0.844 | 638,645    |
| 14      | Tucumã                 | San Miguel          | 0.838 | 1,475,384  |
| 15      | San Juan               | San Juan            | 0.838 | 695,640    |
| 16      | Buenos Aires           | La Plata            | 0.837 | 15,625,084 |
| 17      | Jujuy                  | San Salvador        | 0.834 | 673,307    |
| 18      | La Rioja               | La Rioja            | 0.833 | 333,642    |
| 19      | Salta                  | Salta               | 0.830 | 1,214,441  |
| 20      | Misiones               | Posadas             | 0.829 | 1,101,593  |
| 21      | Corrientes             | Corrientes          | 0.825 | 992,595    |
| 22      | Formosa                | Formosa             | 0.822 | 539,883    |
| 23      | Santiago del Estero    | Santiago del Estero | 0.817 | 874,006    |
| 24      | Chaco                  | Resistencia         | 0.816 | 1,055,259  |
| Avg.    | Argentina              | Buenos Aires        | 0.848 | 40,134,425 |

## Mudança de 2016 a 2018
De 2016 a 2018 a Argentina viu grandes quedas no IDH em muitas de suas províncias.
| Ranking                                | Província            | Capital               | IDH 2016 | IDH 2018 | População  |
| -------------------------------------- | -------------------- | --------------------- | -------- | -------- | ---------- |
| Desenvolvimento Humano Muito Alto      |                      |                       |          |          |            |
| 1º                                     | Tierra del Fuego     | Ushuaia               | 0,887    | 0,837    | 127 205    |
| 2º                                     | Buenos Aires         | -                     | 0,885    | 0,867    | 2 890 151  |
| 3º                                     | Chubut               | Rawson                | 0,863    | 0,837    | 509 108    |
| 4º                                     | Santa Cruz           | Río Gallegos          | 0,861    | 0,837    | 273 964    |
| 5°                                     | La Pampa             | Santa Rosa            | 0,854    | 0,838    | 318 951    |
| 6º                                     | Neuquén              | Neuquén               | 0,853    | 0,837    | 551 266    |
| 7º                                     | San Luis             | San Luis              | 0,849    | 0,838    | 431 588    |
| 8°                                     | Córdoba              | Ciudad de Córdoba     | 0,846    | 0,834    | 3 308 876  |
| 9º                                     | Santa Fe Santa Fe    | Santa Fe              | 0,846    | 0,840    | 3 194 537  |
| 10º                                    | Mendoza              | Mendoza               | 0,846    | 0,838    | 1 738 929  |
| 11º                                    | Entre Ríos           | Paraná                | 0,845    | 0,812    | 1 235 994  |
| 12º                                    | Catamarca            | San Fernando          | 0,844    | 0,831    | 367 828    |
| 13º                                    | Río Negro            | Viedma                | 0,844    | 0,837    | 638 645    |
| 14º                                    | Tucumán              | San Miguel de Tucumán | 0,838    | 0,816    | 1 475 384  |
| 15º                                    | San Juan             | San Juan              | 0,838    | 0,831    | 695 660    |
| 16º                                    | Buenos Aires         | La Plata              | 0,837    | 0,820    | 15 625 084 |
| 17º                                    | Jujuy                | San Salvador de Jujuy | 0,834    | 0,822    | 673 307    |
| 18º                                    | La Rioja (Argentina) | La Rioja              | 0,833    | 0,831    | 333 642    |
| 19º                                    | Salta Salta          | Salta                 | 0,830    | 0,822    | 1 214 441  |
| 20º                                    | Misiones             | Posadas               | 0,829    | 0,812    | 1 101 593  |
| 21º                                    | Corrientes           | Corrientes            | 0,825    | 0,812    | 992 595    |
| 22º                                    | Formosa              | Formosa               | 0,822    | 0,806    | 539 883    |
| 23º                                    | Santiago del Estero  | Santiago del Estero   | 0,817    | 0,816    | 874 006    |
| 24º                                    | Chaco                | Resistencia           | 0,816    | 0,806    | 1 055 259  |
| Índice de desenvolvimento humano total |                      |                       |          |          |            |
| Total                                  | Argentina            | Buenos Aires          | 0,848    | 0,830    | 40 134 425 |